# Discantusmesse
Die Discantusmesse ist eine Musikform der Renaissance. Der Cantus firmus dieser Messe liegt im Diskant, im Gegensatz zur Tenormesse und der Diskant-Tenormesse. Sie verschwindet in der 2. Epoche (ca. 1460–1490) der franko-flämischen Vokalpolyphonie, die vor allem durch den späten Dufay und Johannes Ockeghem charakterisiert ist.